# 至Net奇兵
《至Net奇兵》（又稱《利奧高行動》、《至Net奇兵》）前身是《車庫兒童》（Garage Kids），是一套法國出產的動畫劇集。它含有日本動畫和電腦生成（合成）動畫（CGI）的特色，由門士戈夫（Moonscoop）動畫公司（第一輯時叫Antefilms）製作，AGOGO公司也有參與品質控制相关的工作，由法國3電視台（France 3）、J頻道（法國）、YTV（加拿大）、卡通頻道（美國、英國）和無綫電視（香港）播映，中國大陆曾以虚幻勇士的名称播放过第一，二季，但因被查出伪造制作国籍（将法国制的本动画伪造为中国动画，將動畫的所有法語英語的外文全部替換成簡體中文，“中國製片人名單”實際上是譯製組、中文配音演員等，而不提任何一個法國製片人）而已被中國广电总局撤銷播放許可證，永遠不得在中國大陸電視台再次播放該動畫。法國方面直到現在，並未承認該動畫系列引進過中國大陸的電視台放映。
目前共推出123集，每集约长24分钟，共5季。第一季、第二季和第五季均为26集，第三季仅13集，第四季有30集，另有2集前传。前四季以2D的手绘动画（现实世界）与3D的CG动画（虚拟世界）形式呈现，第五季改为真人（现实世界）配合CG动画（虚拟世界）的形式呈现。而第五季又名為虛幻勇士:進化（Code 利奧高:Evolution）並於2012年12月19日先行上映該季首集，於2013年1月5日在法國France4頻道上正式播出。

## 剧情概要

### 前傳
一名卡迪中學的天才學生傑理明於附近的棄置工廠裏尋找機械零件時，意外發現了一台超級電腦並將之啟用了，發現超級電腦內拥有1個名為利奧高的虛擬世界，以及一個少女虛擬人物。后来超级电脑内的系统山拿试图在现实和虚拟世界中进行袭击，傑理明的同班同學阿奇、治狼，以及治狼於武術班認識的另一同學尤美先後牽涉其中，並虛擬化到利奧高與山拿派出的怪物戰鬥並保護擁有滅活化山拿所控制之高塔能力的少女虛擬人物滅活化高塔，最後眾人成功阻止了山拿的第1次襲擊，而該少女虛擬人物在滅活化高塔時亦得知自己的真實名字---亞烈達。傑理明為了帮助將亞烈達實體化到現實世界並同時對抗山拿，阿奇、治狼及尤美3人正式以利奧高戰士身份於卡迪中學的求學生涯之時同時化身為保護世界的英雄，與山拿長久的戰爭就此打響…

### 第一季
為令亞烈達實體化以便脫離山拿的魔掌，天才學生傑理明與其好友阿奇、治狼及尤美一邊應付繁忙的學校生活，另一邊作為利奧高戰士與亞烈達阻止山拿對現實世界的破壞。經過多次試驗後，傑理明編寫了實體化程式成功令亞烈達實體化，於而山拿的病毒亦在過程中入侵亞烈達，導致後來眾人關閉超級電腦時亞烈達昏迷，為了讓亞烈達真正掙脫山拿的控制，故此眾人的戰鬥目標改變為繼續對抗山拿，並開發出治療寄宿於亞烈達體內之山拿病毒殺毒程式…

### 第二季
亞烈達在眾人的協助下以新的身份開始融入現實世界生活，傑理明亦為戰士們開發了交通工具作為於利奧高戰鬥時的重大助力，並且發現隱藏的第五區域「迦太基」，並在1次探索中發現第五區為山拿的藏身點。然而，利奧高戰士同時發現時光倒流會增強山拿的能力，令山拿開始擁有操控單名人類的力量以及創作出新的怪獸去對付利奧高戰士，甚至可隨意自行執行時光倒流增強自己。這時亞烈達偶爾出現幻覺，經利奧高戰士調查得知利奧高的創造者賀法蘭為卡迪中學的前任科學教師，而亞烈達為賀法蘭的女兒。而山拿因發現亞烈達的記憶擁有利奧高相關的鎖匙而派遣水母怪對其進化記憶盜取，最終亞烈達失去所有記憶，而山拿則得到利奧高的鎖匙可逃離利奧高，然而亞烈達被賀法蘭搶救了而免於一死，並重獲所有記憶，掙脫山拿的控制，然而山拿已逃離利奧高，關閉了超級電腦亦不代表可永久制止山拿的侵略，故此戰爭將會一直持續…

### 第三季
山拿變得更強並逃離利奧高後，為免利奧高戰士不停阻止他的計劃，利用水母怪去操控亞烈達，利用她先後刪除森林、沙漠、冰川以及高原區域，更派出怪物攻擊位於第五區中心區域的利奧高心臟，從而達到毀滅利奧高並斷絕利奧高戰士來到利奧高的連繫路線。鑑於戰況愈來愈險峻，而且尤美的同學暨追求者威廉發現了超級電腦及利奧高戰士的秘密，而且亦在眾人面前證明了自己的戰鬥能力，故此加入成為新隊員，然而因對方輕敵關係，結果不但被山拿操控，更破壞了利奧高的心臟，利奧高因此被毀滅了…

### 第四季
傑理明等人利用賀法蘭傳送的資料重建利奧高，令利奧高戰士可以繼續對付山拿，而於上季被山拿控制的威廉成為利奧高戰士們最大的敵人。山拿發現因賀法蘭擁有利奧高的資料，無論刪除多少次利奧高亦會被修復，因此本季中，山拿不停企圖消滅亞烈達去引誘賀法蘭現身。
同時，利奧高戰士換上新服裝，增強戰力去拯救威廉及消滅山拿，傑理明製作了虛擬潛艇Skid，令利奧高戰士可以到數碼海向潛入互聯網的山拿戰鬥。在數碼海中，利奧高戰士找到名為「Replika」的山寨利奧高世界，由山拿控制全球各地的超級電腦創造而成，利奧高戰士利用Skid以虛擬的姿態傳送到各Replika所對應之超級電腦於現實世界中的位置並將超級電腦摧毀。然而山拿已前後控制了全世界超過100部以上的超級電腦，並以這些Replika的能量製作了史上最強大的怪物---熔岩巨人，利奧高戰士已不能再採用逐個擊破的策略，最終傑理明利用利奧高戰士於摧毀位於西伯利亞的超級電腦時取得的威廉傳送資料開發了將威廉救回現世的實體化程式，不但拯救了威廉，其後更利用賀法蘭的日記、資料、以及摧毀過的Replika資料，開發了摧毀全部的Replika並將山拿完全消滅的多代理系統。雖然山拿最終被消滅，但賀法爾為提供驅動多代理系統的能量及保護亞烈達啟動系統而壯烈犧牲，長久以來的戰爭終以眾人事後一致同意關閉超級電腦作結。

### 第五季
第五季又名為至Net奇兵:進化（Code Lyoko:Evolution）
本季增添了新人物天才少女蘿拉（Laura) ，威廉也正式加入小隊。利奧高方面更只剩下沙漠及山脈兩區。山拿於上季不但未被完全消滅，更被指一早得知利奧高戰士研製追殺自己程序的計劃，因此於啟動程序前，山拿潛伏到Tyron教授超級電腦的Replika — Cortex，並把自己的資料與各隊員一起實體化，令隊員們再次進入利奧高後，山拿可回復自己的力量。XANA被打敗一年之後，它通過Cortex做出怪事，餌誘隊員重啟利奧高。由於Tyron與亞烈達的母親結婚，他現時是亞烈達的繼父和法定監護人，但亞烈達並不承認。而同時除威廉以外其他隊員因為XANA於第4季被打敗前將自己的源碼分成幾部分並偷偷的移植到他們身上，但亦因此獲得滅活化紅色高塔的能力，但身上所有源碼碎片被吸收殆盡的話則不能再進入紅色塔，為恢復自己的力量，山拿開始向各戰士進行襲擊，而戰士則想盡方法破壞Cortex和山拿，最終再次消滅對方。

## 角色

### 利奧高戰士
亞烈達·史東（Aelita Stones）
配音：（法）/ （英）/ 林元春（港）
本作女主角，原名實為 ，一度被誤以為是姓Hopper，於前傳中被傑理明意外發現為存在於超級電腦中的女孩，一度被其名為瑪雅(Maya)，現偽装为阿奇的表妹入读卡迪中学。和傑理明一样对科学事物比较感兴趣，所以和傑理明相处融洽，对傑理明有好感。对混音有一定天赋，尤其是科技音乐。於第25集時成功實體化回到現世。
於首三季的利奧高形象為身穿粉色衣服的小精靈，形象來源為其童年最愛的玩偶小精靈，後二季則改穿略有科技感的粉色緊身連身裙。
在前四季是利奧高戰士中唯一可以鎖定山拿啟動的紅色高塔的人。在第一季中，當她失去所有生命點時就會真正死亡。在52集中在利奧高失去所有生命點而死去，但賀法蘭使亞烈達復活並恢復了所有記憶，並且得到了攻擊技能「能量球」，並且恢復人類的身份，失去了全部生命點後可以實體化返回現實。在利奧高沒有專屬飛行器，第四季中傑理明為此添加了翅膀。
实际是賀法蘭的女儿，在10年前父亲为了躲避政府的追捕，两人同时进入了利奧高，结果被困于利奧高，直到傑理明重新打开计算机才恢复，保持着当年进入时12岁的外貌，如計算在利奧高的日子，其為22歲。

傑理明·貝爾波斯（Jeremy Belpois）
配音：（法）/ （英）/ 林丹鳳（港）
本作男主角，於前傳中為了尋找零件而跑到學校附近的廢棄工廠並意外啟動了工廠地牢內的超級電腦，因而發現亞烈達及展開與山拿之間的戰爭。
傑理明是利奧高戰士之中，除亞烈達外唯一可以操縱超級電腦的人，後期他製作非常厚的筆記本教導威廉以外的其他成員如何操作超級電腦，以便遇上傑理明及亞烈達皆不能過來操作超級電腦時由其他人頂上導航員位置。他在工廠裏監察其他組員在利奧高的行動和通知他們山拿的怪獸的位置和提供支援，好讓他們提防，有如小隊中的軍師一樣。因为其后勤的重要性和对电脑技术的了解，所以小组其他人都很尊敬其并称其为爱因斯坦，他曾经根据以前的研究资料找出Lyoko世界的核心区——第五区，制作出马拉宝达——一种原来用于清楚山拿怪物的自动工具，但由于失控而不得不和山拿联合来清除掉；和亞烈達一起制作了用于前往数据海外世界的远航载具skid。
只進入过利奧高三次，未展示其在Lyoko的形象，第31集被迫进入后被李奇和陈迪形容其形象十分可笑，於小說則提到其形象為綠衣且樣子滑稽的小精靈，但未提及其技能和形象來源。
阿奇·迪洛·羅比亞（Odd Della Robbia）
配音：（法）/ （英）/ 盧素娟→謝潔貞（港）
阿奇一開始為單純的金色長髮，後來因愛上利奧高的造型而將金髮豎起，且尖端有紫色挑染，穿的服裝都是紫色系的。他經常過度活躍，且個性較為毒舌和愛開玩笑，而且經常違反校規，甚至很愛吹牛。時常與不同女孩約會，是名花花公子。他希望他長大時，成為一個音樂家。因為討厭西西、尼古拉和赫比，而經常戲弄他們。擁有一隻狗叫奇異果，因為學校並不准許帶寵物回校，所以奇異果一直躲在阿奇和治狼的宿舍。意外地有很嚴重的腳臭。
阿奇是唯一享受到利奧高的樂趣，並且能把他的生命交給利奧高的人。在利奧高的形象为除有貓尾的紫猫装扮，衣服上印有奇異果的样子，第四季起則新增貓耳和替換為紫色緊身衣，奇異果的樣子保留在衣服上，一对手爪是箭头发射器，手爪也可以攀爬和抓伤但攻击力不足，使用滑板作为移动载具。曾經吐槽過自己於利奧高的服裝有點奇怪，但後來愛上這套裝扮。

治狼·斯頓（Ulrich Stern）
配音：（法）/ （英）/ 黃鳳英（港）
治狼是利奧高戰士中，最擅長體育的人。他精於武術和足球，在卡迪中學裏頗受歡迎，連校長女兒西西也喜歡他，但学习成绩不太好而令父亲担心。因為他的嚴厲，他與尤美有強烈的感覺，會在某些場合微笑和很快去判斷誰對尤美有興趣。顯然先天性妨碍了他承認對尤美的愛，經常為尤美進行過很多蠢事，如特意利用時光倒流購買彩票去幫助失業的尤美父親。雖然喜歡尤美，但初吻是被西西奪走，而西西本人因時光倒流而失去記憶。其他隊友經常利用西西喜歡治狼這點去利用對方向校長求情。有明顯的恐高症，在利奧高和工廠則因習慣而沒有相應症狀。
雖然經常嫌棄阿奇，但事實上很重視對方。由於威廉明顯喜歡尤美而明顯對他有敵意和不信任。
在利奧高的形象是一名武士，使用武士刀，第四季起為武士的基礎上使用黃色緊身衣，能使用单轮摩托作为移动载具。

石山尤美（Yumi Ishiyama）
配音：（法）/（英）/陸惠玲（港）
來自日本的14歲女孩，在卡迪中學就讀九至十年級，比利奧高小組的人都年長一年。尤美是所有戰士中唯一一名不寄宿在學校的人。與父母同居，父親為日本人。家中還有一名叫誠二的弟弟。尤美在現實世界的著裝全部都是黑色的，而且全部都是褲子。对治狼有明顯好感，虽然威廉加入后也有类似的感觉，但仍然对治狼更明显，而在第三季時正是因為尤美對威廉的不信任而沒有立即入隊。
在利奧高中的形象是一名日本艺妓，身穿的和服則較短，方便移動及戰鬥，第四季則在保留藝妓的形象上換上櫻色緊身衣，髮型亦更貼近現實。尤美使用一把帶有尖刺的摺扇作武器，不用時她會將其收藏在背後。第二季起擁有兩把這樣的扇子，使用名為飛翼的飞行踏板作为移动载具。於第五季起更能使用長棍，為唯一一個擁有兩種不同專屬武器的隊員。
特别的是，山拿更倾向对尤美骚扰，尤美受攻擊的次數遠高於其他戰士。

威廉·鄧巴（William Dunbar）
配音：（法）/ （英）/ 黃麗芳（港）
在第二季中新增的人物。他是一名轉校生，與尤美同就讀第九班，對尤美有興趣，體育方面也跟治狼一樣了得，治狼視他為情敵，所以威廉與治狼的關係有時甚差。威廉形象上給人一種冷漠的感覺， 實在上他比較有大哥哥的樣子。威廉曾對治狼表示如果他再也不對尤美示愛的話他便會去追求尤美。他與尤美的年齡相若因此在危機處理方面也處理得比較成熟。雖然有不少集數中顯示出威廉是個有親切和同情心的人，但有些集數中也表示出對人比較差。
65集威廉初被虛擬化，但是因為他的輕敵而被山拿控制。在第四季中利奧高小組除了山拿外的頭號敵人，最终恢复正常，并在第五季中正式加入小队，但一直覺得自己不受重視和信任，而一度被蘿拉挑潑離間，後來才發現其他成員經已認可他。
在里奧高形象是持大刀的劍士，身穿白色緊身衣，於第四季起為黑色緊身衣。被山拿控制后，能使用大刀保持悬浮，使用黑雾高速移动和攻击，和让高塔受山拿控制。可以使用黑魔鬼鱼作为载具。

### 其他在校角色
賀法蘭（Franz Hopper）
配音：（法82集），（法），（英、第二季），（英、第三、四季），黃子敬（港）
原名Waldo Franz Schaeffer，為躲避追捕改名為Franz Hopper。賀法蘭是亞烈達的父親。大約十年前，他是在卡迪中學任教的科學老師，同時是僻靜大屋的屋主、迦太基計劃的領導者。他也是利奧高、山拿以及工厂超級電腦的創造者。
政府秘密计划「迦太基計劃」的核心人物，但十年前政府试图拘捕他们时进入了Lyoko躲避，但不能形成人形并与山拿谈判破裂后被山拿袭击，导致亞烈達被困Lyoko，自己也被迫隐藏。具有能强行恢复被山拿控制的圆塔的能力，并且不同于亞烈達所控制蓝色的白色。在第二季中为了拯救被山拿偷走记忆并失去所有生命点的亞烈達而出现，并牺牲了自己，但实际上仍存在于Lyoko。第四季中提供了由于第三季被破坏的Lyoko的重建信息，并多次保护亞烈達。最终在94集提供用于追杀外逃山拿的程序并保持程序的运行而真正地消失。
西西
配音：（法语原配），（英语），鄭麗麗（香港））
卡迪中學校長的女兒，經常自以為是，認為自己是全校最引人注目的美女。她不是利奧高小組的成員，但一直暗戀治狼並妒忌尤美與他一起。 無疑勢利的，在第一季她很少表露她移情作用的一面。不過，她曾經在其中一集承認她最希望利奧高小組的人可以接受自己。事實上她與阿奇及治浪是第一批知道利奧高存在的人，但因為她不敢進入掃描器而失去成為利奧高戰士的機會，及後便因時光倒流而失去有關的記憶。但抛開公主病一點，她的個性還是比較善良的，並且精通急救常識，救助過治狼，在山拿多次的襲擊中能出手救下同學。但因爲時光倒流的關係，西西會遺忘一切因而無法從危機中獲得成長。
於第四季結尾時，利奧高戰士一行人說過如果西西改善一下性格的話，還是願意和他做朋友，西西立刻與尼古拉及赫比斷絕關係。而同集阿奇說過西西比較適合金髮，這可能是第五季中西西染成金髮的主因之一，同時西西於第五季跟尤美和亞烈達的關系比以往更好，更一起去商場購物。
尼古拉（Nicolas Poliakoff）
配音：雷碧娜（香港）
西西的跟班，尼古拉最喜歡嘲笑別人，且精通打鼓。他們兩個對治狼很反感，因為西西喜愛他。他們同時討厭尤美，因為西西討厭她和阿奇，二人的折磨者。
於第五季沒有再出場。
赫比
配音：蔡惠萍（香港）
西西的跟班，赫比滿面暗瘡，他仍暗戀西西。只要西西說什麼，他們就會做什麼。他們兩個對治狼很反感，因為西西喜愛他。他們同時討厭尤美，因為西西討厭她和阿奇，二人的折磨者。在第20集「機器人」中在比賽中輸給傑理明，所以他也討厭傑理明，雖然是這樣但憑著赫比的頭腦也曾經協助到小隊們。
於第五季沒有再出場。
美妮
配音：陳凱婷（港）
宮子
配音：曾秀清（港）
美妮和宮子是學校的非官方新聞廣播員，二人都喜歡治狼。他們是在第七年級就讀的。她們兩個是形影不離的好朋友，常常在一起，兩人就讀第七班。她們都是學校校報的記者，美妮負責訪問而宮子負責攝影，她們經常採訪學校的活動，新聞，趣事。美妮於第一輯第1集「小熊哥斯拉」喜歡治狼，但被拒絕，她十分傷心可見她是很容易受傷害的。以後的集數可能心情平伏了，對治狼已經沒太大感覺了。
艾美莉（Emily）
配音：曾秀清（香港）
喜歡治狼的。長得高，黑色頭髮，戴眼鏡和性格外向，但發起脾氣來是很可怕的。她也曾表示自己對治狼有興趣，但不像西西的追求方式。
石山誠二（Hiroki Ishiyama）
配音：沈小蘭（香港）
尤美的弟弟，大概9至10歲。他第一次登場於第一輯第15集「奪命狂笑」。他經常手握電子遊戲機，他仍經常拿尤美和治狼的關係來戲弄尤美，令尤美憤怒不己。在第53集中誠二入讀卡迪學校，同時令尤美感到不安。
薩曼莎（Samantha Knight）/
配音：梁少霞（香港））
阿奇約會過的所有女生之中最喜歡的其中一個女生。此角色出現過兩個不同的版本。
首4季動畫版出場的薩曼莎為一個穿著比較男性化的短髮黑人少女，跟阿奇一樣是滑板高手，姓氏為Knight。但第五季真人版出場的薩曼莎是穿著比較簡樸，而且是染金髮的白人少女，相比之下比較文靜一點，姓氏為Suarez，實際上可能是兩個不同的角色，但擔任的人物身份接近一模一樣。
約翰
第三季登場的新人物，一個第七班的卡迪學校學生，與第三輯剛剛就讀卡迪學校的誠二（尤美的弟弟）是好朋友。於第53集「直入心臟」和第58集「妄求者」出現過，對尤美感興趣，在第58集「妄求者」的劇份很重，他對尤美的感情於第58集結尾發揮出來。
蘿拉
第五季登場的新人物，跟傑理明等人同班。其聰明才智直逼傑理明(可能比傑理明更高)，故此被稱為愛因斯坦小姐。
曾跟踪威廉並偷偷潛入工廠得知有關山拿跟利奧高的事，而且甚至修改過時間倒流程式而導致程式喪失了失憶機制，故此只好讓她作為利奧高戰士們的後援，但實際上不算為利奧高小隊隊員，大多數都是在逼不得已的情況下才召蘿拉幫忙。亞烈達非常討厭她並把她當成情敵處理，但實際上兩人有競爭亦有合作。(有如治狼跟威廉一樣)
因為渴望得到父親和同輩的認同，多次出賣利奧高戰士。
於第五季的第22集因為時間倒流程式的失憶機制恢復而完全忘記了利奧高小隊跟山拿的事，變相算是離隊處理。

### 老師與職員
| 英文姓名           | 中文名称     | 身份             | 配音員                                        |
| ------------------ | ------------ | ---------------- | --------------------------------------------- |
| Gaston Lagrange    | 蘿莎         | 飯堂工作人員     |                                               |
| Gilles Fumet       | 李維老師     | 歷史及地理科老師 | 鄺樹培→梁志達、劉昭文（代配）、陳卓智（代配） |
| Gustave Chardin    |              | 美術科老師       | 陳永信                                        |
| Hans Klotz         | 雷老师       | 顧問             |                                               |
| Jean-Pierre Delmas |              | 校長             | 黃子敬、譚炳文（代配）                        |
| Jim Moralès        | 阿占（占寳） | 體育科老師       | 潘文柏                                        |
| Michel Rouiller    |              | 場地管理人員     |                                               |
| Mme Meyer          | 梅老師       | 數學科老師       | 黃麗芳                                        |
| Nicole Weber       |              | 秘書             | 朱妙蘭                                        |
| Rosa Petitjean     |              | 飯堂工作人員     | 伍秀霞                                        |
| Suzanne Hertz      | 何老師       | 科學科老師       | 雷碧娜                                        |
| Yolande Perraudin  | 尤露達       | 護士             | 沈小蘭、鄭麗麗（代配）、林雅婷（代配）        |

### 主角的家人
| 英文姓名        | 關係         | 配音員 |
| --------------- | ------------ | ------ |
| Michael Belpois | 傑理明的父親 | 陳永信 |
| Takeho Ishiyama | 尤美的父親   | 陳欣   |
| Akiko Ishiyama  | 尤美的母親   | 袁淑珍 |
| Hiroki Ishiyama | 尤美的弟弟   | 沈小蘭 |
| Mr. Stern       | 治狼的父親   | 黃健強 |
| Mrs. Stern      | 治狼的母親   | 曾秀清 |

### 山拿
主要反面角色是叫做山拿（X.A.N.A.）的程序实体，也包含了保管着Lyoko世界的超级计算机（因为工厂的超级计算机的电源盖上也有山拿的标志）。不知原因地经常骚扰主角群，当行动时会控制Lyoko世界的圆塔，从而足够的能力对现实作出影响，早期能从电气线路中释出能量控制物件，之后甚至能控制人类或者制造出完全的实物。主角群必须进入Lyoko去净化被控制的圆塔，而山拿也会在Lyoko世界中制造出怪物来阻拦主角群进入圆塔。
计算机具有时间倒转的能力，亞烈達成功进入被控制的圆塔并净化后，傑理明可以在操纵室操作计算机执行时间倒转，所有没进入过Lyoko世界的都会没有之前的记忆，现实世界也会恢复至山拿破坏前的结果并不会再受到山拿再次破坏。
其数据库位于第五区域，山拿在第二季最后拿到Lyoko的钥匙并逃离了超级计算机，游荡于网络之中。在第四季的最后被贺法兰的程序彻底删除。在第五季中再次出现，寄存在Tyron的超级计算机中。

### 怪獸
在至NET奇兵中，出現了多種怪獸。

## 場景
《至Net奇兵》的場景，主要分為現實世界和虛擬世界。

### 現實世界
《至Net奇兵》的現實世界（即地球），場景主要環繞卡迪中學及工廠，在第二輯開始更出現了僻靜大屋（Hermitage）。
卡迪中学
本故事的主要舞台之一，主角群所就读的学校，是一所初高中连读学校，贺法兰曾经在该校任教，存在有前往工厂的隐藏路径。外形参考了现实中法国一家名为的学校。
工廠
本故事的主要舞台之一，在卡迪中学附近的一个河中小岛上，已长期荒废，有一台可以使用的升降货梯能通往埋藏于地下的山拿超级计算机设施。山拿超级电脑设施在地下分三层，第一层是是操作室，用于超级电脑的操作；第二层是扫描室，有三台扫描器允许将人扫描进出Lyoko世界；第三层是超级计算机机房。外形也是参考了法国城市布洛涅-比扬古塞纳河一个岛上的一家废置工厂，该工厂原形已于2004年拆毁。。

### 虛擬世界
《至Net奇兵》的虛擬世界即利奧高。

#### 利奧高
Lyoko，主要分為五大區域，另有掉進去能殲滅一切數據的數碼海。五個區域都在第三輯陸續被摧毀，但在第四輯傑理明使用賀法蘭贈予他的數據而令所有區域重生。
沙漠區
沙漠區是乾燥、多沙的荒漠組成。除了一個綠洲外，其他植物都是枯木。峽谷和地底洞是沙漠區常見的地型之一，另外還有利奧高戰士們經常利用及進行戰鬥的沙丘和岩石陣。於第58集一度被山拿控制的亞烈達刪除。
森林區
茂盛的樹木和它們的根飄動在空中是森林區的特色。 森林區最大的特點是由不同的路連接的，沒有類似平原的地形。 於森林區比較常見的掩蓋物為樹樁及大石。 另外在森林區亦有池塘以及浮木，這些通常在高塔附近。於第54集一度被山拿控制的亞烈達刪除，於第5季中因資料缺失而永久刪除。
高原區
高原區由交錯的山脈、岩石和山洞組成，這裡的特點是很多不同的機關，如移動平台和迷宮，偶爾還有遮擋視線的濃霧。曾於第64集被山拿控制的亞烈達刪除。
冰川區
冰川區由巨大冰川組成。與其他地區不同，這裡的高塔通常比較隱蔽，如滑下隧道或穿過瀑布才可以找到高塔。而冰川區有不少冰洞和冰湖。同時也有不少冰丘和冰岩峽谷。於第61集，亞烈達為了重啟電腦及拯救被山拿襲擊的尤美被迫刪除；於第5季中因資料缺失而永久刪除。
第五區／迦太基
於第2季被發現，只有通過使用密碼「SCIPIO」才能到達第五區，但後來重建利奧高後可以直接傳送到迦太基。在第2－3季時，戰士們要利用密碼呼喚傳輸球將他們帶到利奧高的中心，即第五區的中心。第五區本身是一個巨大的球，四個數據流從它伸出到其他四區。中心區由藍色和似是積木般的柱體組成。內部是一個不斷變化的迷宮，其作用在於防止入侵。戰士們進入主區後必須在三分鐘內通過迷宮，解除其防禦系統，假如無法解除防禦系統的話他就會被扣押在中心區（該三分鐘防禦系統在重建之後被刪除）。迷宮後有一個全方向電梯。這個電梯帶戰士去外圍，該地有一個控制台儲存各種資訊，戰士同樣可以利用它控制超級電腦和利奧高。
第五區在最開始與一般的實體化程序沒有連接，因此在這裡失去生命點後不會自動回到地球上，而需要啟動相應的程序才可實體化。這裡也是山拿製造怪物的地方。
第五區的中心地帶
需要用交通工具才能到達，為第三季中新登場的地方。藏有Lyoko的心臟，當心臟被摧毀時，整個Lyoko也會被毀滅。在第65集，心臟被山拿控制的威廉摧毀，因此Lyoko正式毀滅。第四季隨Lyoko的重製而復甦。
數碼海
第四輯中可以新交通工具Skid潛入探險。數碼海圍繞利奧高的五大區，是一個死亡陷阱，一但掉下數碼海便等同於失去性命。當怪物跌入數碼海便會產生一道光柱然後被摧毀，但在威廉在被山拿控制後可以自由出入數碼海而且毫髮無損。另外在刪除區域後數碼海依然存在。
數碼海內部
正常狀態下區域的顏色為藍色，被山拿控制的區域則呈現紅色。數碼海是網絡的一部分，這裡有很多可說是大型但顛倒的城市，這些「建築物」是網絡的資料庫。通過數碼海小隊可找到世界各地其他地方的超級電腦內存在的虛擬世界。這裡仍存在著很多山拿製造的怪獸。如要到其他確實位置的虛擬世界內的話便需進入一個指定的由多條藍色管狀線路集合而成的旋渦狀的入口。

#### 維碧嘉
維碧嘉（Replika）為山拿利用從亞烈達偷來的利奧高鑰匙所創造的一個與利奧高一樣的虛擬世界，但比利奧高小規模。而這些維碧嘉存在於世界各地被山拿所控制的超級電腦內。傑理明為了破壞山拿的陰謀及山拿附身的超級電腦而研發了新的實體化程式將小隊由維碧嘉內實體化到山拿所控制的該超級電腦所在地。而山拿便藏身於其中一個維碧嘉中。
森林區
Lyoko的森林區複製品，於第73集登場，為第一個發現的Replika，現實地點為亞馬遜雨林的超級電腦，於第79集被阿奇毀滅。
沙漠區
Lyoko的沙漠區複製品，於第81集登場，為第二個發現的Replika，現實地點為新墨西哥州的超級電腦，於第83集被治狼毀滅。
第五區
Lyoko的第五區複製品，於第87集登場，為第三個發現的複製區現實地點為國際太空站的超級電腦，於同一集被尤美毀滅。
冰川區
Lyoko的冰川區複製品，於第92集登場，為山拿的藏身之地，同時為動畫中最後的Replika以及遊戲中第四個Replika，現實地點為西伯利亞的超級電腦，於第94集被傑理明利用多智能體系統所開發出來的抗山拿程式毀滅（並同時將數碼海的所有維碧嘉毀滅，因而成功消滅山拿）。
高原區
Lyoko的高原區複製品，於至NET奇兵：山拿的末日登場，為遊戲中的第五個Replika，現實地點為加拿大水電總站，由阿奇和治狼合作毀滅。
火山區
為至NET奇兵：探索無限及至NET奇兵：山拿的末日中原創的區域，由如同人間地獄的火山組成，利奧高戰士剛到達時感到不適的地區。於遊戲中，山拿利用這個區域控制着威廉，所以在這兩款遊戲中，玩家需要毀滅了這個Replika區域才能完成拯救威廉的任務。遊戲劇情為亞烈達毀滅。
皮質（Cortex）
為第5季當中出現的維碧嘉，為山拿第1次被擊敗後的第2個藏身地，第5季的另1個重要戰場，現實地點為瑞士。

#### 高塔/中途塔
利奧高中的高塔可以幫助運行利奧高的超級電腦處理數據，並連結利奧高和真實世界。整個利奧高共有85座高塔（四大區域各21個，第五區迦太基1個），一般情況下未被激活的高塔為藍光圍繞，如由山拿激活來對現實世界發動攻擊的高塔則顯紅光，由傑理明激活來增強隊員在現實世界的能力或調用超級計算機來為自己運算的高塔則顯綠光。由賀法蘭操控的高塔則是顯白光。
高塔外形為黃色圓柱狀建築，底部呈現根系狀並與巨型電纜與第五區相連。當山拿試圖激活高塔時，高塔附近的地面會產生脈衝，並且與高塔相連的電纜也會出現異常的電流，從而被亞烈達感應到。高塔內部擁有兩層平台，從底層躍升至上層便能操控高塔的電腦面板。
四大區域均存在著一個“中途塔”，中途塔的上層平台與其他高塔無異，但底層平台下方運行著特殊的數據通道，Lyoko戰士可以徒步或駕駛載具進入中途塔并且駛向下方進入數據通道后傳送到別的區域。

### 斯基德普拉特尼
斯基德普拉特尼（Skidbladnir）由傑理明所創造的一艘虛擬潛艇。它的作用是潛入數碼海去瀏覽網絡。原名是「Melanie」，由阿奇所命名。之後改稱，簡稱為「斯基德(Skid)」。斯基德母艙大致分為兩部分，控制艙和分離艙(NaSkid)，前者由亞烈達所操控，四艘小型的分離艙，分別是阿奇、治狼、尤美及威廉所乘坐的，分離艙可以自由與母艙分離和結合，並且裝有雷射炮和魚雷等攻擊武器。Skid還有保護罩作防禦之用，但這是有限的。如要加強Skid的保護罩需要動用超級電腦的能量，所以這會令小隊不能進行時光倒流。Skid還能因應需要而變形為直立和橫行。值得注意是Skid一旦被破壞小隊們就無法回到地球的了，所以山拿會破壞Skid為了避免小隊在網絡上找到它。

## 各话列表
《至Net奇兵》現已播出五輯（包括前传），以下為各集名稱。
| 集數                    | 法文名稱                       | 英文名稱                       | 中文名稱                |
| 前傳 （在第三輯前播出） | 前傳 （在第三輯前播出）        | 前傳 （在第三輯前播出）        | 前傳 （在第三輯前播出） |
| ----------------------- | ------------------------------ | ------------------------------ | ----------------------- |
| xx.                     | Le réveil de XANA (1er partie) | Xana Awakens (Part I)          | 山拿甦醒（上集）        |
| xx.                     | Le réveil de XANA (2e partie)  | Xana Awakens (Part II)         | 山拿甦醒（下集）        |
| 第一輯                  |                                |                                |                         |
| 1                       | Teddygozilla                   | Teddygozilla                   | 小熊哥斯拉              |
| 2                       | Le Voir pour le Croire         | Seeing is Believing            | 核電危機                |
| 3                       | Vacance dans la Brume          | Holiday in the Fog             | 霧鎖假期                |
| 4                       | Carnet de Bord                 | Log Book                       | 偷日記                  |
| 5                       | Big Bogue                      | Big Bug                        | 電腦病毒                |
| 6                       | Cruel Dilemme                  | Cruel Dilemma                  | 難以取捨                |
| 7                       | Problème d'Image               | Image Problem                  | 真假尤美                |
| 8                       | Clap de Fin                    | End of Take                    | 阻止拍攝                |
| 9                       | Satellite                      | Satellite                      | 尤美追殺令              |
| 10                      | Créature de Rêve               | The Girl of the Dreams         | 夢中情人                |
| 11                      | Enragés                        | Plagued                        | 鼠患                    |
| 12                      | Attaque en Piqué               | Swarming Attack                | 蜂群出擊                |
| 13                      | D'Un Cheveu                    | Just in Time                   | 一髮之差                |
| 14                      | Piège                          | The Trap                       | 陷阱                    |
| 15                      | Crise de Rire                  | Laughing Fit                   | 奪命狂笑                |
| 16                      | Claustrophobie                 | Claustrophobia                 | 幽閉恐懼症              |
| 17                      | Mémoire Morte                  | Amnesia                        | 失憶記                  |
| 18                      | Musique Mortelle               | Killer Music                   | 殺死人的音樂            |
| 19                      | Frontière                      | Frontier                       | 邊境                    |
| 20                      | L'Ame des Robots               | The Robots                     | 機械人                  |
| 21                      | Gravité Zéro                   | Zero Gravity Zone              | 零引力區                |
| 22                      | Routine                        | Routine                        | 例行公事                |
| 23                      | 36ème Dessous                  | Rock Bottom?                   | 阿奇偷竊事件            |
| 24                      | Canal Fantome                  | Ghost Channel                  | 虛假世界                |
| 25                      | Code Terre                     | Code: Earth                    | 密碼：地球              |
| 26                      | Faux Départ                    | False Start                    | 回到Lyoko               |
| 第二輯                  |                                |                                |                         |
| 27                      | Nouvelle Donne                 | New Order                      | 新世界秩序              |
| 28                      | Terre Inconnue                 | Unchartered Territory          | 無人領地                |
| 29                      | Exploration                    | Exploration                    | 探險                    |
| 30                      | Un Grand Jour                  | A Great Day                    | 大日子                  |
| 31                      | Mister Pück                    | Mister Puck                    | 百格先生                |
| 32                      | Saint Valentin                 | Saint Valentine's Day          | 情人節                  |
| 33                      | Mix Final                      | Final Mix                      | 最後混音                |
| 34                      | Chaînon Manquant               | Missing Link                   | 失去了的連結            |
| 35                      | Les Jeux sont Faits            | The Chips are Down             | 一時衝動                |
| 36                      | Marabounta                     | Marabounta                     | 馬拉寶達                |
| 37                      | Intérêt Commun                 | Common Interest                | 共同意識                |
| 38                      | Tentation                      | Temptation                     | 誘惑                    |
| 39                      | Mauvaise Conduite              | A Bad Turn                     | 壞的回頭                |
| 40                      | Contagion                      | Attack of the Zombies          | 喪屍的攻擊              |
| 41                      | Ultimatum                      | Ultimatum                      | 最後通牒                |
| 42                      | Désordre                       | A Fine Mess                    | 小亂                    |
| 43                      | Mon Meilleur Ennemi            | Xana's Kiss                    | 山拿之吻                |
| 44                      | Vertige                        | Vertigo                        | 頭暈                    |
| 45                      | Guerre Froide                  | Cold War                       | 冷戰                    |
| 46                      | Enpreintes                     | Deja Vu                        | 似曾相識                |
| 47                      | Au Meilleur de sa Forme        | Tip-Top Shape                  | 針筒形                  |
| 48                      | Esprit Frappeur                | Is Anybody Out There?          | 有沒有人呀？            |
| 49                      | Franz Hopper                   | Franz Hopper                   | 賀法蘭                  |
| 50                      | Contact                        | Contact                        | 聯絡                    |
| 51                      | Révélation                     | Revelation                     | 揭露                    |
| 52                      | Réminiscence                   | The Key                        | 鑰匙                    |
| 第三輯                  |                                |                                |                         |
| 53                      | Droit au Coeur                 | Straight to Heart              | 直入心臟                |
| 54                      | Lyokô Moins Un                 | Lyoko Minus One                | 減去一區                |
| 55                      | Raz de Marée                   | Tidal Wave                     | 潮汐波                  |
| 56                      | Fausse Piste                   | False Lead                     | 錯誤的領導              |
| 57                      | Aëlita                         | Aelita                         | 亞烈達                  |
| 58                      | Le Prétendant                  | The Pretender                  | 妄求者                  |
| 59                      | Le Secret                      | The Secret                     | 秘密                    |
| 60                      | Une Tarentule au Plafond       | Temporary Insanity             | 暫時性瘋狂              |
| 61                      | Sabotage                       | Sabotage                       | 蓄意破壞                |
| 62                      | Désincarnation                 | Nobody in Particular           | 誰也不特别              |
| 63                      | Triple Sot                     | Triple Trouble                 | 三倍麻煩                |
| 64                      | Surmenage                      | Double Trouble                 | 替身騷亂                |
| 65                      | Dernier Round                  | Final Round                    | 決賽                    |
| 第四輯                  |                                |                                |                         |
| 66                      | Le retour de William           | William Returns                | 威廉回歸                |
| 67                      | Double prise                   | Double Take                    | 替身襲擊                |
| 68                      | Première partie                | Opening Act                    | 公開演出                |
| 69                      | Double foyer                   | Wreck Room                     | 毀壞房間                |
| 70                      | Skidbladnir                    | Skidbladnir                    | 斯基德普拉特尼          |
| 71                      | Premier voyage                 | Maiden Voyage                  | 處女首航                |
| 72                      | Parcours fracassant            | Crash Course                   | 速成課                  |
| 73                      | Réplika                        | Replika                        | 維碧嘉                  |
| 74                      | J'préfère ne pas en parler !   | I'd Rather Not Talk About It   | 我不想再說下去          |
| 75                      | Douche chaude                  | Hot Shower                     | 熾熱流星雨              |
| 76                      | Lac                            | The Lake                       | 湖                      |
| 77                      | Perdus en mer                  | Lost At Sea                    | 迷失海中                |
| 78                      | Expérience                     | Lab Rat                        | 實驗室老鼠              |
| 79                      | Arachnophobie                  | Bragging Rights                | 吹牛的權利              |
| 80                      | Kiwodd                         | Dog Day Afternoon              | 狗日下午                |
| 81                      | Oeil pour oeil                 | A Lack of Goodwill             | 缺乏善意                |
| 82                      | Mémoire blanche !              | Distant Memory                 | 遙遠的記憶              |
| 83                      | Superstition                   | Hard Luck                      | 惡運                    |
| 84                      | Missile Guidé                  | Guided Missile                 | 導彈                    |
| 85                      | La belle de Kadic              | Kadic Bombshell                | 卡迪美人                |
| 86                      | Kiwi Superstar                 | Canine Conundrum               | 狗的難題                |
| 87                      | Planète bleue                  | A Space Oddity                 | 太空怪事                |
| 88                      | Cousins ennemis                | Cousins Once Removed           | 表哥被除時              |
| 89                      | Il est sensé d'être insensé    | Music Soothes The Savage Beast | 音樂淨化野獸            |
| 90                      | Médusée                        | Wrong Exposure                 | 錯誤揭露                |
| 91                      | Mauvaises Ondes                | Bad Connection                 | 差的關係                |
| 92                      | Sueurs Froides                 | Cold Sweat                     | 冷汗                    |
| 93                      | Retour                         | Down To Earth                  | 回到地球                |
| 94                      | Contre-Attaque                 | Fight To The Finish            | 戰鬥到底                |
| 95                      | Souvenirs                      | Echoes                         | 回響                    |
| 第五辑                  |                                |                                |                         |
| 96                      | XANA 2.0                       | XANA 2.0                       | 第二代的山拿            |
| 97                      | Cortex                         | Cortex                         | 皮质层                  |
| 98                      | Spectromania                   | Spectromania                   | 幽灵狂欢                |
| 99                      | Madame Einstein                | Mrs Einstein                   | 愛因斯坦夫人            |
| 100                     | Rivalite                       | Rivalry                        | 對抗                    |
| 101                     | Soupçons                       | Suspicions                     | 懷疑                    |
| 102                     | Compte-à-rebours               | Countdown                      | 倒計時                  |
| 103                     | Virus                          | Virus                          | 病毒                    |
| 104                     | Comment tromper XANA           | How to Fool XANA               | 如何欺騙山拿            |
| 105                     | Le réveil du guerrier          | The Warrior's Awakening        | 勇士觉醒                |
| 106                     | Rendez-vous                    | Meeting                        | 任命                    |
| 107                     | Chaos à Kadic                  | Chaos at Kadic                 | 凯迪之难                |
| 108                     | Vendredi 13                    | Friday the 13th                | 13号星期五              |
| 109                     | Intrusion                      | Intrusion                      | 入侵                    |
| 110                     | Les sans-codes                 | The Codeless                   | 无代码                  |
| 111                     | Confusion                      | Confusion                      | 混乱                    |
| 112                     | Un avenir professionnel assuré | An Assured Professional Future | 专业未来安全计划        |
| 113                     | Obstination                    | Obstinacy                      | 固執                    |
| 114                     | Le piège                       | The Trap                       | 陷阱                    |
| 115                     | Espionnage                     | Espionage                      | 間諜                    |
| 116                     | Faux-semblants                 | False Pretenses                | 藉口                    |
| 117                     | Mutinerie                      | Mutiny                         | 叛變                    |
| 118                     | Le blues de Jeremy             | Jeremy's Blues                 | 沮喪的傑理明            |
| 119                     | Paradoxe temporel              | Temporal Paradox               | 時間悖論                |
| 120                     | Hécatombe                      | Massacre                       | 大屠殺                  |
| 121                     | Ultime mission                 | Ultimate Mission               | 終極任務                |

註：因為美國卡通頻道不是順序播放，所以在YouTube看到的英文版次序根原本有別。
（如第49集Franz Hopper（賀法蘭），在美國是47集。）

## 小說版
從2011年起，其小說版由香港新雅文化事業有限公司推出繁體中文版，作者以傑理明的姓氏貝爾波斯(Jeremie Belpois)作為筆名。
1. 地下城堡 (ISBN 9789620853463)
2. 城堡揭秘 (ISBN 9789620854972)
3. 鳳凰歸來 (ISBN 9789620855320)
4. 虛擬軍團 (ISBN 9789620855313)

## 趣事
- 此劇真的卡迪中學和工廠在巴黎市郊，工廠已於2004年拆卸，而兩者的真實距離超過17公里。
- 在第42集《小亂》的開頭，治狼用硬幣估誰會出來先，而該硬幣是為歐元。
- 部分粉絲認為山拿攻擊尤美的次數過多而感到不可接受。
- 治狼後來睡覺時經常直接把手機放在嘴邊上睡，而且還把揚聲器打開。這樣夜裡的電話就只用按一個鍵，便可邊躺著邊撥電話了。

## 反應
香港影視及娛樂事務管理處曾經兩次接獲市民對至Net奇兵的兩次投訴,對於兩次投訴影視及娛樂事務管理處的決定是:投訴理據不足。

## 外部連結
官方網站
- 至NET奇兵官方網站
- 大陸發行公司的網站，未被法國官方承認
- 香港agogo公司的介紹，agogo公司有參與至Net奇兵的製作及部分國家的分銷給電視台版權工作 （页面存档备份，存于）

其他
- 影視及娛樂事務管理處處長根據廣管局授權在二零零五年八月及二零零六年十月處理的投訴個案詳情（至Net奇兵曾被人投訴兩次）
- 影視及娛樂事務管理處處長根據廣管局授權在二零零六年十月處理的投訴個案詳情[]
- 法国动画《虚幻勇士》冒名国产被禁播[來源請求]

## 作品變遷
| 香港無綫電視翡翠台 星期二 17:15-17:50節目             | 香港無綫電視翡翠台 星期二 17:15-17:50節目             | 香港無綫電視翡翠台 星期二 17:15-17:50節目 |
| ----------------------------------------------------- | ----------------------------------------------------- | ----------------------------------------- |
|                                                       | 至NET奇兵(第1-12集) (2005年4月5日－2005年6月28日)     |                                           |
| 滴骰孖妹                                              | 唱K小魚仙(第一輯)                                     |                                           |
| 香港無綫電視翡翠台 星期六、日 17:00-17:30節目         |                                                       |                                           |
| 童心看世界                                            | 至NET奇兵(第13-26集) (2005年7月2日－2005年8月20日)    | 機械小立方(第一輯)                        |
| 香港無綫電視翡翠台 放學ICU 星期一至五 16:30-17:00節目 |                                                       |                                           |
| Keroro軍曹(第一輯)                                    | 至NET奇兵(第27-52集) (2006年9月11日－2006年10月16日） | 哈姆太郎                                  |
| 香港無綫電視翡翠台 星期六 9:30-10:00節目(重播)        |                                                       |                                           |
| 召喚王                                                | 至NET奇兵(第1-26集) (2007年6月2日－2007年11月24日)    | 甲蟲王者                                  |
| 香港無綫電視翡翠台 星期日 7:30-8:00節目(重播)         |                                                       |                                           |
| 型仔超人Joe                                           | 至NET奇兵(第27-52集) (2008年3月30日－2008年10月5日)   | —                                         |